# Епилепсия
Епилепсия (на гръцки: επιληψία – „нападам, атака“), известна още като morbus sacer (от латински: свещена болест, от старогръцкия глагол „епиламбано“ (ἐπιλαμβάνειν), е група дълготрайни неврологични нарушения, характеризиращи се с епилептични пристъпи. Тези пристъпи представляват епизоди, които може да варират от кратки и почти незабележими до дълги периоди на силни конвулсии. При епилепсия пристъпите са с тенденция да се повтарят, без да има пряка причина. Пристъпи, които се дължат на специфична причина, не се считат за епилептични. Тя е едно от най-разпространените неврологични заболявания, характеризиращо се с повтарящи се, от нищо непредизвикани епилептични припадъци. Днес един на всеки сто души в света е болен от епилепсия.
В повечето случаи причината е неизвестна, въпреки че някои хора развиват епилепсия вследствие на претърпяна мозъчна травма, инсулт, рак на мозъка, злоупотреба с алкохол и наркотични вещества и други. Епилептичните пристъпи са резултат от прекомерна и анормална активност на кортикалните неврони в мозъка. При диагностицирането обикновено се цели изключване на други проблеми, които могат да причиняват подобни симптоми (като например синкоп), както и да се установи дали има наличие на преки причини. Епилепсия често може да се потвърди чрез електроенцефалограма.
Епилепсията не може да се излекува, но при 70% от случаите пристъпите може да се контролират с лекарства. Възможни алтернативи за хората, при които пристъпите не се повлияват от лекарства са хирургическа операция, невростимулация или промени в хранителния режим. Не всички епилептични синдроми са доживотни и значителен брой от хората получават подобрение до степен, при която вече не е необходимо да се приемат лекарства.
Около 0,65% от хората по света (около 50 милиона) имат епилепсия, като почти 80% от случаите са в развиващите се страни. Заболеваемостта при по-възрастните е значителна. В развитите страни началните прояви най-често са в ранна детска и в старческа възраст, а в развиващите се страни засегнати са предимно по-големите деца и възрастните в по-млада възраст, което вероятно се дължи на различията в честотата на подлежащите причини. Около 5 – 10% от всички хора получават някакъв непровокиран пристъп до достигане на 80-годишна възраст, а шансът да получат втори пристъп е между 40 и 50%. В много страни по света на хората страдащи от епилепсия правото да шофират се ограничава или отнема (особено през активните периоди на пристъпи), но повечето от хората с епилепсия успяват да си възвърнат правото на шофиране след определен период на затишие от пристъпи. След промяна в европейското законодателство в България бяха въведени нови правила и страдащите от епилепсия могат да управляват МПС при определени условия. Основното изискване е да не са получавали пристъп поне в рамките на една година и да могат да докажат това с документ от лекар.

## Признаци и симптоми
Епилепсията се характеризира с дълготраен риск от повтаряне на пристъпите. Пристъпите може да се проявяват по няколко начина в зависимост от това в коя област на мозъка е анормалната активност и каква е възрастта на лицето.

### Пристъпи
Най-често срещаният вид пристъпи (60%) са конвулсивните. Две трети от тях започват като фокални пристъпи (които може след това да се превърнат в генерализирани), а една трета започват като генерализирани пристъпи. Останалите 40% са неконвулсивни пристъпи. Пример за такива пристъпи са абсансните, които се характеризират с понижено ниво на съзнанието и обикновено траят около 10 секунди.
Фокалните пристъпи, наричани още локализирани, често са предшествани от определени усещания, познати като аура. Те може да включват: сензорни (зрителни, слухови или обонятелни), психични, автономни или моторни феномени. В специфична група мускули може да започнат неволни спазми, които да се разпространят и до съседните мускулни групи, което е известно като „моторен Джаксън“ или още „гърч на Джаксън“. Може да се получат автоматизми. Това са неволеви генерализирани движения, които са най-вече елементарни и повтарящи се, като мляскане, дъвкане, издаване на устните напред, но могат да бъдат и комплексни, като например опити за вземане на предмети, извършване на кратка серия от стереотипни движения с ръце или крака.
Генерализираните пристъпи се разделят основно на шест вида: тонично-клонични, тонични, клонични, миоклонични, абсанси и атонични пристъпи. Всички те включват загуба на съзнание и обикновено настъпват без предупреждение. Тонично-клоничните пристъпи се характеризират с неволеви мускулни гърчове и при тях се наблюдава контракция (свиване) на крайниците, последвана от отпускане, съпроводено с извиване на гръбнака назад като лък. Епизодът продължава 10 – 30 секунди (тоничната фаза). Пристъпът може да бъде съпроводен с вик, поради контракция на мускулите на гръдния кош. Това е последвано от синхронни спазми на крайниците (клонична фаза). Тоничните пристъпи се проявяват с продължителни мускулни контракции. Засегнатият често посинява поради спиране на дишането. При хроничните пристъпи се наблюдават синхронни мускулни спазми. След като конвулсиите престанат, може да изминат от няколко секунди до минути докато засегнатият се събуди след припадък. Този период се нарича „постикална фаза“.
Докато трае пристъпът засегнатият може да изгуби контрол над пикочния мехур и червата, което може да доведе до неволно изпускане. По време на пристъпа може също да има и прехапване на върха или страните на езика. При тонично-клоничните пристъпи е по-често прехапването на страните на езика. Прехапване на езика става сравнително често и при психогенните неепилептични пристъпи.
Миоклоничните пристъпи се характеризират със спазми в определени мускули или по цялото тяло. Абсансните пристъпи могат да бъдат незабележими и да се изразят само в извиване на главата или мигване с очи. Човек не пада и се връща към нормално състояние веднага след като пристъпът свърши след няколко секунди до минута. Атоничните пристъпи се характеризират със загуба на мускулна активност за повече от една секунда. Това обикновено засяга и двете страни на тялото.

## История
Най-старите медицински източници показват, че епилепсията е засягала хора още от зората на писаната история. През древността епилепсията се е считала за свръхестествено състояние. Най-старото познато в света описание на епилептичен пристъп е от текст на акадски (език, използван в древна Месопотамия) и датира около 2000 пр.н.е. Описаният в текста човек е диагностициран като изпаднал по влиянието на бога на Луната и е подложен на екзорсизъм.Епилептичните пристъпи са споменати и в Законника на Хамурапи (около 1790 пр.н.е.) като причина закупен роб да бъде върнат и платената за него сума да бъде възстановена на купувача, а също и в папируса на Едуин Смит (около 1700 пр.н.е.), където се описват случаи на хора с епилептични конвулсии.
Най-старото познато подробно описание на самото заболяване е открито в Сагиг („Sakikkū“), вавилонски клинописен медицински текст от 1067 – 1046 г. пр.н.е. В него се споменават признаци и симптоми, лечение и вероятни резултати и се описват много от характерните черти на различни видове пристъпи. Тъй като древните вавилонци не разбирали биомедицинското естество на заболяването, те считали пристъпите за обладаване от зли духове и го „лекували“ със спиритуалистични средства. Около 900 г. пр.н.е. Пунарвасу Атрея (Punarvasu Ātreya) описва епилепсията като загуба на съзнание. Това определение е възприето и в аюрведическия текст Чарака Самхита (около 400 г. пр.н.е.).
Възгледите на древните гърци за заболяването са противоречиви. Те смятали заболяването за форма на обладаване от духове, но в същото време го свързвали с гениалност и божественост. Наричали го божествено заболяване. Податки за епилепсията присъстват и в гръцката митология. Тя е свързвана с богините на Луната Селена и Артемида, които по този начин подлагали на страдание всеки, който ги разгневи. Гърците смятали, че важни личности като Юлий Цезар и Херкулес са страдали от заболяването. Забележително изключение от възгледа за божествения и спиритуалистичен характер на заболяването представя школата на Хипократ. През пети век пр.н.е. Хипократ отхвърля идеята, че заболяването се причинява от духове. В знаменателния си труд За свещената болест, той защитава схващането, че епилепсията не е с божествен произход, а е лечим медицински проблем, чието предполагаемо огнище е в мозъка. Обвинява онези, които приписват свещен характер на заболяването в разпространяване на невежество, чрез насаждане на вярвания в свръхестествени магически сили. Хипократ изказва предположение, че наследствеността играе важна роля като причина за възникване на заболяването, предвижда по-лоши последствия, ако болестта се появи в ранна възраст и отбелязва физическите ѝ характеристики, както и социалното заклеймяване, свързано с нея. Вместо да я нарича свещена болест, употребява термина голяма болест, което става основа за съвременния термин-гранд мал, използван за генерализираните пристъпи. Въпреки че аргументира подробно физическия произход и характер на заболяването, възгледите му не са приети от неговите съвременници. Чак до ХVІІ век причините продължават да се приписват на зли духове.
В повечето култури болните от епилепсия за заклеймявани, отбягвани или дори вкарвани в затвор. В Салпетриерата, люлката на съвременната неврология, Жан-Мартен Шарко открива пациенти с епилепсия, настанени редом с психично болните, пациентите с хроничен сифилис и душевно болните криминални престъпници. В Древния Рим наричали епилепсията Morbus Comitialis („комитетска болест“) и я смятали за проклятие от боговете. В Северна Италия епилепсията била традиционно позната като болестта на Свети Валентин.
В средата на ХІХ век е въведено първото лекарство против гърчове – бромид. Първото съвременно лечение, фенобарбитал, е разработено през 1912 г., като фенитоин влиза в употреба през 1938 г.

## Защо човек заболява от епилепсия?
Това всъщност никой не може да каже. Лечението и диагностицирането на всеки епилептик е напълно индивидуално, но има няколко главни причини, за които е почти сигурно, че причиняват епилепсия:
1. Смята се, че епилепсията е наследствено заболяване.
2. При хора с тумор, възможността за получаване на епилепсия е по-голяма. Същото се отнася и за хора получили тежка травма на главата.
3. При проблеми с раждането е възможно бебето да получи епилепсия.
4. След инфекции на главния мозък.

### От какво се предизвикват припадъците?
Около 6% от хората с епилепсия получават пристъпи, които често са провокирани от специфични събития. Те се наричат рефлексни пристъпи. Хората с рефлекторна епилепсия получават пристъпи, които са провокирани от специфични стимули. Обичайните провокиращи фактори включват проблясващи светлини и внезапни шумове. При определени видове епилепсия, пристъпите настъпват по-често по време на сън, а при други видове – почти само по време на сън.

### Постикална (постепилептична) фаза
След активната фаза на пристъпа обикновено настъпва период на объркване, наречен постикален или постепилептичен, преди връщане към нормално ниво на съзнанието. Това обикновено трае от 3 до 15 минути, но може да продължи и с часове. Други обичайни симптоми включват чувство на умора, главоболие, затруднен говор и аномалии в поведението. Психозата след пристъп е относително обичайно явление, което се наблюдава при 6 – 10% от засегнатите. Хората често не могат да си спомнят какво се е случило през този период от време. След фокален пристъп е възможно да се получи също и локализирана слабост, известна като парализа на Тод. Този симптом обикновено трае секунди, най-много до няколко минути, но в редки случаи може да продължи един или два дни.

### Особености на характера при хората страдащи от епилепсия
Хората страдащи от епилепсия може да имат по-различен характер отколкото останалите хора. Много често те променят характера си и погледа си към света. Има редки случаи, когато те дори губят контакт с останалата част от света (психози). При голяма част от тях се проявяват междупристъпни дисфорични разстройства (МДР). Това са дисфорични епизоди (дисфорията е обратното на еуфорията), които продължават от няколко часа до няколко дни. При тях болният губи енергия, има болки, понякога получава еуфорични изблици и настроения, като в същото време след няколко минути може да изпадне в депресивно настроение, страда от безсъние. За разлика от депресията, тези симптоми се появяват и изчезват. При депресията обаче те остават за дълго, дори в някои случаи с години. Учените смятат, че тези МДР се появяват след като припадъците при болния са вече овладени и това са странични ефекти от лекарствата, затова и голяма част от страдащите от епилепсия изпитват депресия и се затварят в свой собствен свят, понякога от страничните ефекти стават агресивни и изпитват силни промени в характера.
Смята се, че децата с епилепсия са значително по-умни от останалите си връстници и същевременно са любознателни и трудолюбиви. Те обаче много често се затварят в себе си и стават необщителни.

### Психосоциални ефекти
Епилепсията може да окаже неблагоприятни последици върху социалния живот и психологическото състояние на засегнатия. Те може да включват социална изолация, стигматизация или недееспособност. Това от своя страна може да доведе до понижена учебна успеваемост и влошено изпълнение на работните задължения. При хората с епилепсия и особено при децата с епилепсия често се наблюдават трудности с учението. Стигмата, свързана с епилепсията може да засегне и семействата на болните.
Определени нарушения се срещат по-често при хората с епилепсия, като това зависи отчасти от наличния епилептичен синдром. Те включват депресия, тревожни разстройства и мигрени. Синдромът на дефицит на вниманието и хиперактивност (СДВХ) засяга деца с епилепсия три до пет пъти повече, в сравнение с останалите деца. СДВХ и епилепсия оказват значителни последствия върху поведението, ученето и социалното развитие на детето. Епилепсията е по-често явление и при хора с аутизъм.

## Видове припадъци
Епилептичните припадъци/пристъпи се делят на много подвидове, но главното деление е на два типа. Това са фокални и парциални. При фокалните човек може да изпитва схващане, силно главоболие, халюцинации, чувство за страх, тревога. Често симптомите спират дотук, но болният може да се влоши и да започне да получава парциални припадъци. Парциалните се делят на два подвида: „пти мал“ (от френски: petit mal, означаващо „малка болест“) и „гранд мал“ (от френски: grand mal – „голяма болест“).
Когато човек получи пристъп тип „пти мал“, той просто застива на място и е неконтактен за няколко секунди, след което се „събужда“ и продължава, сякаш нищо не се е случило. Ако пристъпът е по-слаб, болният може дори да не застине, а просто да продължава да върши работата си, без дори да проявява някакви симптоми, че е получил пристъп. И в двата случая е малко вероятно болният да запомни дали е имал пристъп, или не. Около 80% от получават пристъпи тип „пти мал“, които лесно се поддават на лечение.
При припадък тип „гранд мал“ страдащият от епилепсия застива и след няколко секунди започва да се тресе (или пада на земята ако е в изправено положение), устата му се напълва с пяна, а понякога се случва и очите да се обърнат навътре и/или да се изпусне по малка нужда. Припадъкът продължава по-дълго от „пти мал“ и след него болния просто заспива, а когато се събуди, не помни нищо.

## Причини
Епилепсията не е обособено заболяване, а симптом, който може да е резултат от редица различни нарушения. По дефиниция пристъпите настъпват спонтанно и без непосредствена причина, като например остро заболяване. Подлежащата причина за епилепсия може да е генетична или да се дължи на структурни или метаболитни проблеми, но при 60% от случаите причините са неизвестни. Генетичните, вродените и развойните нарушения са най-чести причини сред младите хора, докато мозъчните тумори и инсултите са по-чести вероятни причини сред по-възрастните хора. Пристъпите може също да са последица от други здравословни проблеми. Пристъпите, които се проявяват около времето на поява на специфична причина, като например инсулт, травма на главата, поглъщане на токсично вещество, са известни като остри симптоматични пристъпи и са част от категорията на пристъпните разстройства, а не на епилепсията. Много от причините за остри симптоматични пристъпи може впоследствие да доведат до развиване на пристъпи и това явление се нарича вторична епилепсия.

### Генетични фактори
В по-голямата част от случаите генетичните фактори се считат за пряка или косвена причина. Някои случаи на епилепсия се дължат само на един генетичен дефект (1 – 2%), повечето от случаите обаче се дължат на взаимодействието на множество гени и факторите на средата. Всеки от единичните генни дефекти е рядък при повече от 200 от всички описани. Някои от дефектните гени влияят върху йонните канали, ензимите, ГАМК и G протеин-свързаните рецептори.
При еднояйчните близнаци, ако единият близнак е засегнат, шансът и другият да бъде засегнат е 50 – 60%. При двуяйчните близнаци рискът е 15%. Рисковете са по-големи при тези с генерализирани пристъпи в сравнение с тези с фокални пристъпи. Ако и двамата близнаци са засегнати, в повечето случаи те имат един и същи епилептичен синдром (70 – 90%). Други близки роднини на епилептик са с пет пъти по-висок риск от останалите хора. Между 1 и 10% от хората със синдром на Даун и 90% от хората със синдром на Ангелман имат епилепсия.

### Вторични фактори
Епилепсия може да се получи в резултат на редица други нарушения, в това число тумори, инсулти, травма на главата, прекарани инфекции на централната нервна система, генетични аномалии, както и в резултат на мозъчно увреждане около времето на раждане. Около 30% от хората с мозъчни тумори имат епилепсия, което прави мозъчните тумори причина в около 4% от всички случаи на епилепсия. Рискът е по-голям при тумори в темпоралния лоб и бавнорастящи тумори. При други обемни лезии като мозъчни кавернозни малформации и артериовенозни малформации рискът е 40 – 60%. 2 – 4% от хората с инсулт развиват епилепсия. Във Великобритания инсултът е причина в 15% от случаите и се смята за вероятна причина при 30% от хората в старческа възраст. Счита се, че между 6 и 20% от случаите на епилепсия се дължат на травма на главата. Леката черепно-мозъчна травма увеличава риска двукратно, а тежката черепно-мозъчна травма увеличава риска седемкратно. При хора, преживели огнестрелна рана в главата, рискът е около 50%.
Рискът от епилепсия след прекаран менингит е по-малък от 10%. При това заболяване гърчове най-често се получават по време на самата инфекция. При херпесния енцефалит рискът от пристъпи е около 50% с висок риск от последващо развиване на епилепсия (до 25%). Инфекцията със свинска тения, която може да причини невроцистицеркоза, е причина за до половината от случаите на епилепсия в районите от света, където този паразит е често срещан. Епилепсия може да се получи и от други мозъчни инфекции като церебрална малария, токсоплазмоза и токсокароза. Хроничната консумация на алкохол увеличава риска от епилепсия. Хора, които изпиват по шест единици алкохол на ден са с двукратно по-висок риск. Други рискови фактори са болест на Алцхаймер, множествена склероза, туберозна склероза и автоимунен енцефалит. Ваксинирането не увеличава риска от епилепсия. Недохранването е рисков фактор, който се наблюдава най-често в развиващите се страни, въпреки че не е ясно дали е пряка причина или свързан фактор.

### Синдроми
Съществуват редица епилептични синдроми, които са групирани според възрастта на първа проява: в неонаталния период (при новородените), в детска възраст, в зряла възраст и синдроми без изразена връзка с възрастта. Освен това има групи с характерни множества симптоми, дължащи се на специфични метаболитни или структурни причини, и такива, които са с неизвестна причина. Определен случай на епилепсия може по-лесно да се класифицира като специфичен синдром в детска възраст. Някои видове включват доброкачествена епилепсия на Роланд (2,8 на 100 000), детска абсансна епилепсия (0,8 на 100 000) и юношеска миоклонична епилепсия (0,7 на 100 000). Фебрилните пристъпи и доброкачествените неонатални пристъпи не са форми на епилепсия.

## Механизъм
Нормалната електрическа активност на мозъка не е синхронизирана. При епилептичните гърчове, поради структурни или функционални проблеми в мозъка, група неврони започват анормално свръхсинхронно излъчване на импулси Като резултат се получават вълни на деполяризация, известни като пароксизмални деполяризационни промени.
Обикновено след като възбуждащият неврон подаде импулс, той не се активира отново за известно време. Това се дължи отчасти на ефекта на инхибиращите неврони, електрически промени в самия възбуждащ неврон и негативните ефекти на аденозина. При епилепсия устойчивостта на възбуждащите неврони към повторно активиране за период от време е намалена. Това може да се получи поради промени в йонните канали или неправилно действие на инхибиращите неврони. Вследствие на това се оформя специфичен участък, от който могат да се развият пристъпи, познат като „епилептичен фокус“. Друг механизъм за развиването на епилепсия може да е повишаващата регулация на възбуждащи невронни вериги или понижаващата регулация на инхибиращи невронни вериги след мозъчно увреждане. Такава вторична епилепсия се развива чрез процес, познат като епилептогенеза. Нарушена функция на кръвно-мозъчната бариера, позволяваща на вещества от кръвта да навлязат в мозъка, също може да бъде причина.
Фокалните пристъпи са локализирани в едната хемисфера на мозъка, а генерализираните обхващат и двете хемисфери. Някои видове пристъпи може да променят мозъчната структура, а други имат само малък ефект. Глиозата, загубата на неврони и атрофията на специфични области на мозъка също се свързват с епилепсия, но не е ясно дали епилепсията причинява тези промени, или промените водят до развиване на епилепсия.

## Диагностициране
Диагноза на епилепсия обикновено се поставя въз основа на описанието на пристъпите и събитията около тях. Електроенцефалограмата и невровизуализацията също са част от диагностичните изследвания. Въпреки че често се цели установяването на специфичен епилептичен синдром, това не винаги се оказва възможно. Видео и ЕЕГ наблюдението може да са от полза при по-трудните случаи.

### Дефиниция
В практиката епилепсията се дефинира като два или повече епилептични пристъпа, отстоящи на интервали от повече от 24 часа, а епилептичен пристъп се дефинира като временни признаци и симптоми в резултат на анормална електрическа активност в мозъка. Може също да се счита за разстройство, при което има най-малко един прекаран епилептичен пристъп и постоянен риск от развиване на още пристъпи.
В съвместното си изявление от 2005 г. Международната лига за борба с епилепсията и Международното бюро по Епилепсия, сътрудничещи партньори на Световната здравна организация, определят епилепсията като „мозъчно разстройство, което се характеризира с трайно предразположение към генериране на епилептични пристъпи и със съответните невробиологични, когнитивни, психологични и социални последствия от това състояние. Според дефиницията за епилепсия трябва да има наличие на поне един епилептичен пристъп.“

### Класификация
Хората с пристъпи трябва да се класифицират според вида на пристъпа, подлежащата причина, епилептичния синдром и събитията по време на и около времето на пристъпите. Видовете пристъпи са организирани в зависимост от това дали са локализирани (фокални пристъпи), или дистрибутирани (генерализирани пристъпи) в мозъка. В зависимост от ефекта, който оказват върху организма, генерализираните пристъпи се разделят на тонично-клонични (гранд мал), абсансни (пти мал), миоклонични, клонични, тонични и атонични пристъпи. Някои пристъпи, като например епилептичните спазми са от неизвестен тип.
Фокалните пристъпи (известни преди като парциални пристъпи) се разделяха на прости парциални или комплексни парциални пристъпи. Вместо това вече се предпочита да се даде описание на случващото се по време на пристъпа.

### Лабораторни изследвания
При възрастните е важно да се направи изследване на електролити, глюкоза и нива на калций, за да се изключат като причини за симптомите. Изследване с електрокардиограма може да помогне да се изключат проблеми със сърдечния ритъм. Лумбалната пункция може да помогне за диагностициране на инфекция на централната нервна система, въпреки че това не е рутинно необходимо. При децата може да се наложи да се направят допълнителни изследвания, като например биохимичен анализ на урина и кръвно изследване за метаболитни нарушения.
Високото ниво на пролактин в кръвта през първите 20 минути след пристъп може да помогне да се потвърди, че това е епилептичен пристъп, а не психогенен неепилептичен пристъп. Нивата на серумния пролактин не са от много голяма полза при установяване на парциални пристъпи. Възможно е пристъпът да е епилептичен, дори ако нивото е в нормата, освен това епилептичните пристъпи не могат да бъдат разграничени от синкоп въз основа на стойността на серумния пролактин, затова не се препоръчва като рутинна част от диагностицирането на епилепсия.

### ЕЕГ
Изследването с електроенцефалограма (ЕЕГ) помага да се види дали има мозъчна активност, която предполага увеличен риск от гърчове. Това изследване се препоръчва за пациенти, при които, въз основа на симптоми, има вероятност за получаване епилептичен гърч. Електроенцефалографията може да помогне при диагностицирането на епилепсия за определяне на вида на пристъпа или синдрома. При децата това изследване обикновено е необходимо чак след втори пристъп. Електроенцефалографията не може да се използва като средство за изключване на диагноза на епилепсия, защото може да даде фалшив положителен резултат дори при хора, които не страдат от заболяването. В определени ситуации може да е по-добре да се направи ЕЕГ докато пациентът спи или е лишен от сън.

### Образна диагностика
Образната диагностика с КТ сканиране и ЯМР се препоръчва след първи нефебрилен пристъп, за да се определят структурните проблеми във и около мозъка. По принцип ЯМР се счита за по-добро образно-диагностично изследване, освен в случаите, когато има подозрение за кървене. При такива обстоятелства КТ е по-прецизно и лесно за изпълнение изследване. Ако човек с пристъп посети спешен кабинет, но бързо се възвърне към нормално състояние, образните изследвания може да се направят по-късно. Ако даден пациент е с вече поставена диагноза на епилепсия чрез по-раншно образно изследване, обикновено не се налага отново да се прави образно изследване, дори ако има нови пристъпи.

### Диференциална диагноза
Диагностицирането на епилепсия е трудна задача и често може да бъде поставена погрешна диагноза (това става в около 5 до 30% от случаите). Редица други проблеми може да се проявяват с признаци и симптоми, подобни на тези при епилепсия, например синкоп, хипервентилация, мигрени, нарколепсия, панически пристъпи и психогенни неепилептични пристъпи. Приблизително един на всеки пет души, преглеждани в епилептичните клиники, има психогенен неепилептичен пристъп, а около 10% от тези с психогенен неепилептичен пристъп имат също и епилепсия. Често е трудно да се разграничат двата синдрома въз основа само на епилептичния пристъп, без допълнителни изследвания.
Децата може да демонстрират поведение, което лесно се обърква с епилептичен пристъп, но не е епилептичен пристъп. Това включва: афективно-респираторни пристъпи (задържане на дишането), нощно напикаване, нощни ужаси, тикове и пристъпи на мускулни спазми. Гастроезофагеалният рефлукс може да е причина за дъгообразно извиване на гърба назад и извиване на главата на една страна при бебетата, което може да се обърка с тонично-клонични пристъпи.

## Превенция
Въпреки че много от случаите не могат да бъдат предотвратени, усилията да се намалят травмите на главата, да се осигурят добри грижи около времето на раждане и да се намали присъствието на паразити като свинска тения в заобикалящата среда може да бъдат ефективни. Положените в една част на Централна Америка усилия да се намали наличието на свинска тения в средата за живеене е довело до 50% намаляване на броя на новите случаи на епилепсия.

## Овладяване
След появата на втори пристъп, епилепсията обикновено се лекува с ежедневно прилагане на лекарство,  но при хората с висок риск лекарствено лечение може да започне да се прилага след първия пристъп. В някои случаи може да е необходимо спазване на специална диета, имплантиране на невростимулатор или неврохирургия.

### Оказване на първа помощ
Обръщането на човек по време на активен тонично-клоничен пристъп на едната му страна и във възстановителна поза помага да се предотврати попадането на течност в белите дробове. Не се препоръчва вкарването на пръсти или какъвто и да е предмет за предпазване на езика от прехапване в устата пострадалия, защото това може да го накара да повърне или може да прехапе пръстите на този, който му оказва помощ. Трябва да се вземат мерки да се избегне самонараняване. Обикновено не се налага да се вземат мерки за обездвижване на гръбначния стълб. 
Ако даден пристъп трае по-дълго от 5 минути или ако в рамките на един час има повече от два пристъпа, без възвръщане на пострадалия към нормално състояние между пристъпите, това се счита за спешен медицински случай, познат като статус епилептикус. Може да се наложи оказване на медицинска помощ за поддържане на дихателните пътища проходими и защитени.В такъв случай може да е добре да се постави назофарингеален въздуховод.  В домашни условия при пристъп, който трае твърде дълго, се препоръчва в устата на пострадалия да се постави лекарството мидазолам.  Може да се използва и диазепам, приложен ректално. В болнични условия се предпочита интравенозно прилагане на лоразепам.  Ако две дози бензодиазепини не се окажат ефикасни, препоръчват се други лекарства като фенитоин.  Конвулсивен статус епилептикус, при който първоначалното лечение не дава ефект, обикновено налага приемане на пострадалия в отделение за интензивно лечение и лекуване с по-силни средства като тиопентон или пропофол.

### Лекарства
Главното лечение на епилепсия са антиконвулсивните лекарства, които най-често се прилагат през целия живот на пациента. Изборът на антиконвулсант се основава на вида на пристъпа, епилептичния синдром, други използвани от пациента лекарства, други здравословни проблеми, възрастта и начина на живот на пациента. Препоръчва се първоначално да се използва само едно лекарство. Ако то се окаже неефикасно, тогава се препоръчва преминаване на лечение с друго лекарство, отново само едно. Използването на две лекарства едновременно се препоръчва само ако използването на едно лекарство не действа. При около половината от случаите първото лекарство е ефикасно. Второ единично прилагано лекарство помага при около 13% от случаите, а трето единично прилагано лекарство или две едновременно прилагани лекарства може да помогнат при още 4% от случаите. Около 30% от хората продължават да получават пристъпи, въпреки лечението с антиконвулсанти.
Редица лекарства са достъпни за употреба. Фенитоин, карбамазепин и валпроат показват еднакъв ефект както при фокални, така и при генерализирани пристъпи. Карбамазепин с контролирано освобождаване действа точно толкова добре, колкото и карбамазепин с незабавно освобождаване, и може да има по-малко странични ефекти. Във Великобритания карбамазепин или ламотригин се препоръчват като първи ред лечение за фокални пристъпи, а леветирацетам и валпроат като втори ред лечение, поради проблеми, свързани с цената на тези лекарствени продукти и страничните ефекти. Валпроат се препоръчва като първи ред лечение за генерализирани пристъпи, а ламотригин като втори ред лечение. При пациенти с абсансни пристъпи се препоръчва етосуксимид или валпроат. Валпроат е особено ефикасен при миоклонични пристъпи и при тонични или атонични пристъпи. Ако пристъпите се контролират добре от дадено лечение, не е необходимо рутинно да се прави проверка на лекарствените нива в кръвта.
Най-евтиният антиконвулсант е фенобарбитал около 5 щатски долара на година. Световната здравна организация го препоръчва като първи ред лечение в развиващия се свят и той е най-често използваният медикамент в такива страни. Достъпът до лекарството обаче може да е затруднен, тъй като в някои страни се счита за контролирано лекарство.
Нежелани лекарствени реакции са съобщени при 10% до 90% от хората, в зависимост от това как и от кого са събрани данните. Повечето нежелани реакции са дозозависими и леки. Някои примери включват промени в настроението, сънливост или нестабилност при ходене. При някои лекарства има странични ефекти, които не са свързани с дозата, като обриви, чернодробна токсичност или костномозъчна супресия. До една четвърт от хората спират лечение поради нежелани лекарствени реакции. Някои от лекарствата се свързват с вродени увреждания, когато се употребяват по време на бременност. Особен проблем представлява валпроатът, най-вече през първия триместър. Въпреки това, ако лечението е ефикасно, то често продължава да се прилага, тъй като се счита, че рискът от нелекувана епилепсия е по-голям от риска от лекарствата.
При някои хора, които не са имали пристъпи в продължение на две до четири години, лекарството може да бъде спряно, но това трябва да стане постепенно. Около една трета от хората обаче имат възобновяване на пристъпите, най-често през първите шест месеца. Спиране на лечението е възможно при около 70% от децата и 60% от възрастните.

### Хирургическо лечение
Епилептичната хирургия е възможна алтернатива за пациенти с фокални пристъпи, които не могат да бъдат овладени с други лечения. Такива други лечения включват най-малко един опит с две или три лекарства. Целта на хирургическото лечение е пълно овладяване на пристъпите и това може да бъде постигнато в 60 – 70% от случаите. Обичайната процедура включва изрязване на хипокампа чрез преден разрез на темпоралния лоб, отстраняване на тумори и отстраняване на части от неокортекса. Някои процедури, като например корпус калозотомия (хирургическа операция за прекъсване на мазолестото тяло на мозъка), се правят с цел да се намали броя на пристъпите, а не да се излекува заболяването.  След операцията в повечето случаи лекарствата може да бъдат спрени постепенно.
Невростимулацията е възможна алтернатива за пациенти, които не са кандидати за хирургическо лечение. Три вида са доказано ефикасни при пациенти, които не отговарят на лечение с медикаменти: стимулация на блуждаещия нерв, дълбока мозъчна стимулация и електронен невростимулатор.

### Наблюдение
Има няколко метода, през които болният трябва да минава, за да се разберат различни фактори относно състоянието, в което е болестта при него. Това са например ЕЕГ, ЕКГ, ЯМР, кръвна картина (за да се види влиянието на приложеното лечение върху организма) и други.

### Други
Спазването на кетогенна диета (богата на мазнини, бедна на въглехидрати и с умерено съдържание на белтъчини) намалява наполовина броя на пристъпите при около 30 – 40% от децата.Около 10% успяват да останат на диетата за няколко години, 30% получават запек, като обикновено има и други странични ефекти. Не толкова драстичните диети са по-лесно поносими и може да са по-ефикасни. Все още не е ясно защо тази диета действа. Физическите упражнения се препоръчват като възможно полезни за предотвратяване на пристъпите, като някои данни подкрепят това твърдение.
Терапевтичното въздържание се изразява в минимализиране или елиминиране на факторите, които провокират появата на пристъпите. Например при хора, които са с чувствителност към светлина, може да е от полза използването на малък телевизор, избягването на видео-игри или носенето на тъмни очила. Някои твърдят, че кучетата, реагиращи на пристъпи, вид кучета-помощници, могат да предусетят настъпването на пристъп. Доказателствата за това обаче са оскъдни. Оперативно базираната биологическа обратна връзка, основаваща се на ЕЕГ вълните дава някаква полза при пациентите, които не отговарят на лечение с медикаменти.Психологическите методи обаче не трябва да се използват като заместител на лекарствата.

### Алтернативна медицина
За методи на алтернативната медицина като акупунктура, психологични интервенции, витамини, и йога, няма надеждни доказателства в подкрепа на ползата им при епилепсия. Употребата на марихуана не е подкрепена от доказателства. Няма достатъчно доказателства в подкрепа на употребата на мелатонин. 

## Прогноза
Епилепсията не може да бъде излекувана, но в около 70% от случаите пристъпите могат да се контролират ефикасно само с прилагане на лекарство. При хората с генерализирани пристъпи повече от 80% могат да се контролират добре с лекарства, а при хората с фокални пристъпи такъв успех има при едва 50%. Един индикатор за предвиждане на дългосрочния резултат за заболяването е броят на пристъпите през периода на първите шест месеца. Други фактори, увеличаващи риска за лоша прогноза за заболяването са слаб отговор към първоначалното лечение, генерализирани пристъпи, фамилна обремененост от епилепсия, психиатрични проблеми и ЕЕГ вълни, характерни за генерализирана епилептиформена активност. В развиващия се свят 75% от хората не са лекувани или не са лекувани добре. В Африка 90% от болните не получават лечение. Това се дължи отчасти на факта, че не се разполага с необходимите лекарства или те са твърде скъпи.

### Смъртност
Рискът от смърт при хората с епилепсия е по-висок с 1,6 до 4,1 пъти повече отколкото при хората, които не страдат от заболяването и това често се дължи на подлежащата причина за пристъпите, статус епилептикус, самоубийство, травма или внезапна неочаквана смърт при епилепсия (ВНСЕ). Смъртта при статус епилептикус се дължи основно на подлежащ проблем, а не на пропуснати дози от лекарствата. При хората с епилепсия рискът от самоубийство е между два до шест пъти по-висок. Причините за това са неясни. Внезапната неочаквана смърт при епилепсия явно се свързва отчасти с честотата на генерализираните тонично-клонични пристъпи и е причина за около 15% от свързаните с епилепсия случаи на смърт. Не е ясно как да се намали този риск. Хората в старческа възраст са най-висок дял на смъртните случаи от епилепсия. Хората с епилепсия по неизвестна причина са с леко увеличен риск. По изчисления във Великобритания 40 – 60% от смъртните случаи са предотвратими. В страните от развиващия се свят много от смъртните случаи се дължат на нелекувана епилепсия, която води до припадъци или статус епилептикус.

## Епидемиология
Епилепсията е едно от най-често срещаните сериозни неврологични разстройства, което засяга около 65 милиона души по света –  1% от хората до 20-годишна възраст и 3% от хората до 75-годишна възраст. Среща се по-често при мъжете, отколкото при жените, но като цяло процентната разлика между половете по отношение на заболеваемостта е малка. Повечето от хората, страдащи от заболяването (80%), живеят в страни от развиващия се свят.
Броят на хората, които понастоящем са с активна форма на епилепсия е в диапазона 5 – 10 на 1000. Активна форма на епилепсия се дефинира като проява на най-малко един пристъп през последните пет години. Епилепсията започва всяка година с 40 – 70 на 100 000 души в развитите се страни и 80 – 140 на 100 000 в развиващите се страни. Бедността представлява рисков фактор и това включва както произход от бедна страна, така и статус на бедност спрямо останалите в дадена страна. В страните от развития свят епилепсията най-често започва при млади хора или при хора в старческа възраст. В страните от развиващия се свят началото е най-често при по-големите деца и младите хора, поради по-високия дял на случаите на травми и инфекциозни заболявания сред тези възрастови групи. В развитите страни между 1970-те и 2003 г. годишният брой на случаите при децата е намалял, а при хората в старческа възраст се е увеличил.
 Това се приписва отчасти на завишения процент на преживяемост след инсулт при хората в старческа възраст.

## Общество и култура

### Обществено заклеймяване
Хората с епилепсия по целия свят често биват подлагани на заклеймяване. Това се отрази в икономическо, социално и културно отношение. В Индия и Китай епилепсията може да се използва като оправдателна причина за отказ от сключване на брак. Хората в някои райони от света все още смятат, че болните от епилепсия са прокълнати. В Танзания и други части на Африка епилепсията се свързва с обладаване от зли духове, магьосничество или отравяне и много хора вярват, че е заразна, въпреки че в подкрепа на това не съществуват никакви доказателства. Преди 1970 г. във Великобритания законите забранявали на хората с епилепсия да сключват брак. Общественото заклеймяване може да е причина някои хора с епилепсия да отричат и да скриват, че са имали пристъпи.

### Икономически разходи
В Съединените щати пристъпите водят до преки икономически разходи от около един милиард долара. През 2004 г. епилепсията е коствала на Европа около 15,5 милиарда евро. Изчислено е, че в Индия епилепсията води до разходи от 1,7 милиарда щатски долара или 0,5% от брутния вътрешен продукт (БВП). Заболяването е причина за около 1% от посещенията в спешните кабинети (2% от посещенията в спешни кабинети за деца) в Съединените щати.

### Шофиране
Хората с епилепсия са под два пъти по-голям риск от пътнотранспортно произшествие и по тази причина в много части от света не им се разрешава да шофират или имат право да шофират само ако са налице определени условия. В някои страни лекарите се задължават от закона да съобщават на лицензиращия орган, ако някой е имал пристъп, а в други страни изискването е да се насърчи лицето само да съобщи за това. Страните, които изискват съобщаване от лекаря са Швеция, Австрия, Дания и Испания. Страните, които изискват съобщаване от самото лице са Великобритания и Нова Зеландия, като се препоръчва лекарят да съобщи, ако смята, че лицето все още не го е направило. В Канада, Съединените щати и Австралия изискването за съобщаване е различно в различните провинции или щати. Ако пристъпите се контролират добре, повечето от тях смятат, че може да се даде разрешение за шофиране. Изискваният период от време без пристъпи, за да се възстанови правоспособността за шофиране, е различен в различните страни. В много от страните се изискват една до три години без пристъпи. В различните щати на САЩ този период варира между три месеца и една година.
На хората с епилепсия или пристъпи обикновено се отказва правоспособност за пилотиране. В Канада, ако някой е имал повече от един пристъп, той има право да подаде за оценка за ограничено разрешение за правоспособност след пет години, ако резултатите от всички последващи изследвания са в нормата. Хората с фебрилни пристъпи или пристъпи, предизвикани от медикаменти също могат да подават за оценка за разрешение. В САЩ Федералното управление за гражданска авиация не разрешава издаване на лиценз за професионален пилот от търговската авиация на хора с епилепсия. Редки изключения може да се направят за хора, които са имали изолиран пристъп или фебрилни пристъпи и които след това не са имали никакви пристъпи в зряла възраст без медикаментозно лечение. Във Великобритания изискваните стандарти за придобиване на национален лиценз за любител пилот са същите, както и за придобиване на професионална шофьорска книжка. Изисква се период от десет години без никакви пристъпи без медикаментозно лечение. Хората, които не отговарят на това изискване, могат да получат ограничен лиценз за управление, ако не са имали никакви пристъпи в продължение на пет години.

### Организации за подкрепа
Има много организации с нестопанска цел, които оказват подкрепа на хора с епилепсия и техните семейства. Във Великобритания такава организация е Съвместният съвет за епилепсия на Великобритания и Ирландия (Joint Epilepsy Council of the UK and Ireland). Инициативата „Лилав ден“ е основана през 2008 г. с цел увеличаване на информираността относно епилепсията и се отбелязва всяка година на 28 март. Сред усилията да се увеличи информираността за заболяването е и кампанията „Out of the Shadows“ („Извън сенките“) – съвместно усилие на Световната здравна организация, Международната лига за борба с епилепсията и Международното бюро за епилепсия.

## Научни изследвания
Правят се опити да се предскаже настъпването на епилептичните пристъпи с помощта на ЕЕГ. До 2011 г. все още няма разработен ефективен механизъм за предсказване на появата на пристъпи. Киндлингът, модел, при който повтарящо се подлагане на събития, които могат да предизвикат появата на пристъпи, евентуално води до по-лесна поява на пристъпи, е използван за създаване на животински модели на епилепсия.
Генна терапия се проучва при няколко вида епилепсия. Няма достатъчно доказателства в подкрепа на ползата от прилагане на лекарства, променящи имунната функция, като интравенозни имуноглобулини. От 2012 година насам за определени видове епилепсия се прави сравняване на неинвазивна стереотактична лъчетерапия със стандартно хирургическо лечение.

## При животни
Епилепсията се среща при редица животни, включително кучета и котки и е най-често срещаното мозъчно нарушение при кучетата. Обикновено се лекува с антиконвулсанти като фенобарбитал и бромид при кучетата и фенобарбитал при котките. Въпреки че диагностицирането на генерализирани пристъпи при конете е сравнително лесно, диагностицирането на негенерализирани пристъпи може да е по-трудно и може да се наложи ЕЕГ изследване.

## Хора, допринесли за развитието на знанията ни за епилепсията
В наши дни има много хора, помогнали за развитието на знанията ни относно епилепсията. Тъй като епилепсията е болест, позната на човечеството от хиляди години, не могат да бъдат изброени всички такива хора, но ето част от тези, допринесли значително:
- Уилям Гордън Ленокс (1884 – 1960) – американски невролог, един от първите използвали ЕЕГ за изследване на епилепсията.

- Ханс Бергер (21 май 1873 – 1 юни 1941) – роден в Германия. Пръв е използвал ЕЕГ за измерване на човешките алфа вълни на хора с епилепсия

- Хербърт Хенри Джаспър (27 юли 1906 – 11 март 1999) – канадски невролог.

- Уилдър Грейвс Пенфилд (25/26 януари 1891 – 5 април 1976) – работи с Хербърт Джаспър. Заедно публикуват „Епилепсията – част от човешката физика и психика“. Роден е в САЩ, но прекарва живота си в Канада. Наричан е „най-великият канадец“.

## ВБългария
В България броят на хората страдащи от епилепсия до голяма степен е известен, поради доброто диагностициране. Към 2005 г. официално в България има около 80 000 души, като около 30 000 от тях са деца. Този брой до днес определено е нараснал, но никой не може да каже колко точно днес са епилептиците българи. Националният център за епилепсия и други неврологични заболявания в България е „Свети Наум“ в София.

## Известни личности страдали от епилепсия
Както в миналото, така и днес много хора са страдали и продължават да страдат от епилепсия. Днес може много по-прецизно да се каже кой има епилепсия и кой не, тъй като не всеки припадък непременно означава епилепсия. В миналото обаче не е могло с пълна точност да се каже дали някой е имал тази, или просто друга болест с подобни симптоми. Така например се спори за личности като Леонардо да Винчи, Бетовен, Микеланджело, Агата Кристи дали са имали епилепсия или не.
- Света Бригита
- Сократ
- Наполеон Бонапарт
- Александър Велики
- Тереза Авилска
- Британикус
- Калигула
- Иън Къртис
- Нострадамус
- Петрарка
- Петър I цар на Русия
- Шарл Кент
- Ришельо
- Сведенборг
- Камерън Бойс

- Юлий Цезар
- Наполеон Бонапарт
- Елизабет Монро – първата дама на САЩ
- Гюстав Флобер
- Фьодор Достоевски
- Алфред Нобел